# Elena Köpke
Elena Köpke, amb nom de soltera Elena Levushkina, (Taixkent, 27 de febrer de 1984) és una escaquista alemanya d'origen uzbek, que té el títol de Gran Mestre Femení des de 2007. Es va doctorar en lingüística computacional de la Universitat Ludwig Maximilian de Múnic.

## Resultats destacats en competició
Elena Köpke va participar en el Campionat del món d'escacs de la joventut en diversos grups d'edat de noies, i es va classificar dues vegades entre les deu primeres (1998, 2000). El 2001 es va classificar en la 9a posició del Campionat Asiàtic d'Escacs Femení. El 2001, va participar al Campionat del món d'escacs femení per eliminatòries i tot i que va perdre a la primera ronda contra Alisa Marić i fou eliminada.
Des del 2002 viu a Múnic i representa Alemanya internacionalment. El 2006 va guanyar el Campionat d'escacs júnior de Baviera en la categoria d'edat sub-25 masculina. El 2014 va guanyar el torneig internacional d'escacs Bad Ragaz Osteropen 2014.

### Participació en competicions per equips
- Ha participat en diverses Olimpíades d'escacs femenines (2000, 2010-2012, 2016) representant l'Uzbekistan i Alemanya;[3]
- Campionat Asiàtic d'escacs per equips femenins de 1999[4]
- Als Campionat d'Europa d'escacs per equips femenins hi va participar 2 vegades (2011, 2017).[5]